# أوربانا (إلينوي)
أوربانا (بالإنجليزية: Urbana, Illinois)‏ هي مدينة تقع في الولايات المتحدة في مقاطعة شامبين، إلينوي. يقدر عدد سكانها بـ 41,250 نسمة .

## التركيبة السكانية
حدّد مكتب تعداد الولايات المتحدة بيانات التركيبة السكانية لأوربانا في تعداد الولايات المتحدة. في ما يلي، التركيبة السكانية حسب تعدادي 2000 و2010.

### تعداد عام 2000
بلغ عدد سكان أوربانا 36,395 نسمة بحسب تعداد عام 2000، وبلغ عدد الأسر 14,327 أسرة وعدد العائلات 6,224 عائلة مقيمة في المدينة. في حين سجلت الكثافة السكانية 1,182 نسمة لكل كيلومتر مربع (3,061.4/ميل2). وبلغ عدد الوحدات السكنية 15,311 وحدة بمتوسط كثافة قدره 497.3 لكل كيلومتر مربع (1,288.0/ميل2).
وتوزع التركيب العرقي للمدينة بنسبة 67.01% من البيض و14.34% من الأمريكيين الأفارقة و0.18% من الأمريكيين الأصليين و14.24% من الأمريكيين ذوي الأصول الآسيوية و0.04% من سكان جزر المحيط الهادئ و1.76% من الأعراق الأخرى و2.45% من عرقين مختلطين أو أكثر و3.54% من الهسبانيون أو اللاتينيون من أي عرق.
بلغ عدد الأسر 14,327 أسرة كانت نسبة 21.6% منها لديها أطفال تحت سن الثامنة عشر تعيش معهم، وبلغت نسبة الأزواج القاطنين مع بعضهم البعض 32.2% من أصل المجموع الكلي للأسر، ونسبة 8.7% من الأسر كان لديها معيلات من الإناث دون وجود شريك،  بينما كانت نسبة 2.5% من الأسر لديها معيلون من الذكور دون وجود شريكة وكانت نسبة 56.6% من غير العائلات. تألفت نسبة 36.6% من أصل جميع الأسر من عدة أفراد يعيشون في نفس المنزل ونسبة 8.1% كانت تتألف من شخص يعيش بمفرده يبلغ من العمر 65 عاماً أو أكثر. وبلغ متوسط حجم الأسرة المعيشية 2.14، أما متوسط حجم العائلات فبلغ 2.83.
بلغ العمر الوسطي للسكان 24.6 عاماً. وكانت نسبة 14.8% من القاطنين تحت سن الثامنة عشر، وكانت نسبة 22.1% بين الثامنة عشر والرابعة والعشرين عاماً، ونسبة 26% كانت واقعةً في الفئة العمرية ما بين الخامسة والعشرين والرابعة والأربعين عاماً، ونسبة 13% كانت ما بين الخامسة والأربعين والرابعة والستين، ونسبة 8.3% كانت ضمن فئة الخامسة والستين عاماً فما فوق. يوجد لكل 100 أنثى 100.3 ذكر، ويوجد لكل 100 أنثى في الثامنة عشر من عمرها فما فوق 98.6 ذكر.
بلغ متوسط دخل الأسرة في المدينة 27,819 دولارًا، أما متوسط دخل العائلة فبلغ 42,655 دولارًا. وكان متوسط دخل الذكور 32,827 دولارًا مقابل 26,349 دولارًا للإناث. وسجل دخل الفرد الخاص بالمدينة 15,969 دولارًا. وكانت نسبة 13.3% من العائلات ونسبة 27.3% من السكان تحت خط الفقر، وكان من هؤلاء نسبة 24.6% تحت سن الثامنة عشر ونسبة 7.2% في الخامسة والستين من العمر وما فوق.

### تعداد عام 2010
بلغ عدد سكان أوربانا 41,250 نسمة بحسب تعداد عام 2010، وبلغ عدد الأسر 16,961 أسرة وعدد العائلات 6,325 عائلة مقيمة في المدينة. في حين سجلت الكثافة السكانية 1,339.7 نسمة لكل كيلومتر مربع (3,469.8/ميل2). وبلغ عدد الوحدات السكنية 19,090 وحدة بمتوسط كثافة قدره 620 لكل كيلومتر مربع (1,605.8/ميل2).
وتوزع التركيب العرقي للمدينة بنسبة 60.37% من البيض و16.31% من الأمريكيين الأفارقة و0.27% من الأمريكيين الأصليين و17.76% من الأمريكيين ذوي الأصول الآسيوية و0.14% من سكان جزر المحيط الهادئ و2.06% من الأعراق الأخرى و3.09% من عرقين مختلطين أو أكثر و5.25% من الهسبانيون أو اللاتينيون من أي عرق.
بلغ عدد الأسر 16,961 أسرة كانت نسبة 17.3% منها لديها أطفال تحت سن الثامنة عشر تعيش معهم، وبلغت نسبة الأزواج القاطنين مع بعضهم البعض 26.4% من أصل المجموع الكلي للأسر، ونسبة 8.2% من الأسر كان لديها معيلات من الإناث دون وجود شريك،  بينما كانت نسبة 2.6% من الأسر لديها معيلون من الذكور دون وجود شريكة وكانت نسبة 62.7% من غير العائلات. تألفت نسبة 42.5% من أصل جميع الأسر من عدة أفراد يعيشون في نفس المنزل ونسبة 7.6% كانت تتألف من شخص يعيش بمفرده يبلغ من العمر 65 عاماً أو أكثر. وبلغ متوسط حجم الأسرة المعيشية 2.02، أما متوسط حجم العائلات فبلغ 2.80.
بلغ العمر الوسطي للسكان 24.8 عاماً. وكانت نسبة 12.6% من القاطنين تحت سن الثامنة عشر، وكانت نسبة 38% بين الثامنة عشر والرابعة والعشرين عاماً، ونسبة 25.8% كانت واقعةً في الفئة العمرية ما بين الخامسة والعشرين والرابعة والأربعين عاماً، ونسبة 14.9% كانت ما بين الخامسة والأربعين والرابعة والستين، ونسبة 8.7% كانت ضمن فئة الخامسة والستين عاماً فما فوق. وتوزع التركيب الجنسي للسكان بنسبة 50.1% ذكور و49.9% إناث.

## أعلام
- كارل ووز
- روبرت هولي
- جيني جارث
- مايكل سترن هارت
- فلوريان زنانيكي
- خوسيه غرازيانو داسيلفا
- بول لاوتربر
- توم هاريل
- روجر إيبرت
- جاي بي. لينوار